# Хале (ГЭС)
Хале — действующая гидроэлектростанция в Танзании, в области Танга. Станция расположена в населённом пункте Хале на трассе на Танга в 6 км от перекрёстка с трассой на Моши.
Строительство ГЭС Хале позволило расширить сети компании TANESCO и обеспечить электроэнергией практически все регионы, выращивающие сизаль. Кроме первоначального района Пангани, электричество появилось в Килоса, Кимамба и Лушото. Формальное открытие станции состоялось в 1964 году при участии президента Ньерере. Вместе со станцией были проведены электрические сети до Дар-эс-Салама.

## Описание
Станция является частью гидросистемы Пангани, которая также включает ГЭС Пангани-Фоллс и Ньюмба-я-Мунгу. Она расположена выше по течению водопада Пангани-Фоллс.
Станция работает на естественном водопаде на реке Пангани высотой 70 метров в 65 км от Индийского океана. Электростанция расположена под зёмлей на глубине 76 метров и занимает 30 метров в длину и 12 метров в ширину, максимальная высота достигает 24 метров. Для доступа на станцию сооружена шахта диаметром 6 метров, которая включает лифт, лестницу и места для кабелей и труб. Вода возвращается в реку посредством туннеля и открытого канала.
В 2009 году на станции были запланированы ремонтные работы, основной целью которых являлось улучшение безопасности и надёжности работы ГЭС. Кроме того, работы призваны улучшить срок жизни станции. Предыдущие ремонтные работы проводились в 1987 году.

## Проблема пересыхания
Станция Хале, как и другие станции Танзании, испытывает большие проблемы, связанные с пересыханием рек. В 2006 году мощность станции составляла 5 МВт при установленной максимальной мощности 21 МВт.